# 금천문화예술정보학교
금천문화예술정보학교는 서울특별시 금천구에 있는, 직업교육을 원하는 서울특별시 소재 일반계 고등학교에 재학중인 학생에게 예술분야의 직업교육을 가르치는 공립 각종학교이다.

## 연혁
- 2017년 3월 1일 : 옛 한울중학교 부지에 개교

## 설치 학과
설치 학과는 다음과 같다.
- 카페디저트과
- 연기예술과
- 실용무용학과
- 실용음악학과
- 외식조리과
- 퍼스널트레이너과